# HD 153613
HD 153613，又名CD-3113473，SAO 208324、HR 6316，是一颗恒星，视星等为5.03，位于銀經352.04，銀緯5.97，其B1900.0坐标为赤經16h 55m 24.5s，赤緯-31° 5.97′ 41″。